# Festen är över
"Festen är över" är en sång av Ola Magnell från 1982. Den finns inte utgiven på något album utan utgavs som singel mellan skivorna Europaväg 66 (1981) och Gaia (1983). B-sidan, "Tamburinmannen", är en svensk översättning av Bob Dylans "Mr. Tambourine Man".

## Låtlista
1. "Festen är över"
2. "Tamburinmannen"

## Medverkande musiker
- Hector Bingert – altsaxofon
- Sten Forsman – bas
- Peter Ljung – klaviatur
- Ola Magnell – sång, gitarr
- Håkan Mjörnheim – gitarr
- Glen Myerscough – tenorsaxofon
- Magnus Persson – trummor

### Fotnoter
1. ↑  ”Ola Magnell”. Svensk mediedatabas. Arkiverad från originalet den 25 juli 2014. https://web.archive.org/web/20140725171117/http://smdb.kb.se/catalog/search?q=ola%20magnell&sort=OLDEST. Läst 25 januari 2013.